# Oldenlandia rufescens
Oldenlandia rufescens là một loài thực vật có hoa trong họ Thiến thảo. Loài này được Schinz mô tả khoa học đầu tiên năm 1923.